# Cour à Moscou
Une Cour à Moscou ou Courette moscovite (en russe : Московский дворик), est un paysage urbain du peintre russe du groupe des Ambulants, Vassili Polenov, réalisé en 1878. Le tableau est exposé à la Galerie Tretiakov. C'est un des plus connus parmi les œuvres de cet artiste.

## Histoire de la réalisation
En juin 1877 Vassili Polenov venant de Saint-Pétersbourg, arrive à Moscou et installe son chevalet ruelle Doubrovnik à proximité de l'Église de la Transfiguration des Peskhax (maison numéro 148), plus exactement à l'angle de la rue appelée aujourd'hui « rue du compositeur » et de la « ruelle Troubnikovski » dans le quartier de l'Arbat au cœur de la capitale russe. De la fenêtre de son appartement il peint cette étude : Cour à Moscou. Il décrit la création du tableau comme ceci : « Je cherchais un appartement. J'ai vu l'affiche, je suis entré en passant et par la fenêtre j'ai aperçu la vue. Je me suis assis et j'ai commencé à la peindre. ».
Son étude a été transcrite par après sur la toile (l'angle de vue est légèrement modifié et élargi) et il a rajouté des personnages dans la cour. Polenov a envoyé cette toile à une exposition des Ambulants en 1878. Il écrit à Ivan Kramskoï : « Malheureusement je n'ai pas eu le temps de faire quelque chose de plus important, mais je voulais tout de même envoyer quelque chose de décent. J'espère à l'avenir pouvoir trouver le temps de peindre à mes moments perdus. Ma petite toile représente une cour à Moscou au début de l'été ». Cette toile a eu un grand succès et ajouta à la renommée de l'artiste. C'est Pavel Tretiakov qui en fait l'acquisition après l'exposition. 
Cette toile inaugure l'engouement pour des œuvres à mi-chemin entre la peinture de paysage et la peinture de genre.

## Descriptif
La toile représente une petite cour typique du vieux Moscou au début de l'été. La cour est si tranquille et si bucolique que l'on s'imaginerait plus à la campagne qu'en ville.
Le soleil n'est pas encore levé. Des enfants jouent dans la cour. Une femme traverse en portant un seau au cheval attaché à la télègue. En arrière-plan, la coupole de l'église. Suivant les mots du critique d'art T. V. Yourovoï , « Vassili Polenov a rendu avec cette toile toute la force de son amour pour les gens et pour la vie. C'est cet amour qui rend les choses les plus ordinaires si poétiques. ».

## Galerie

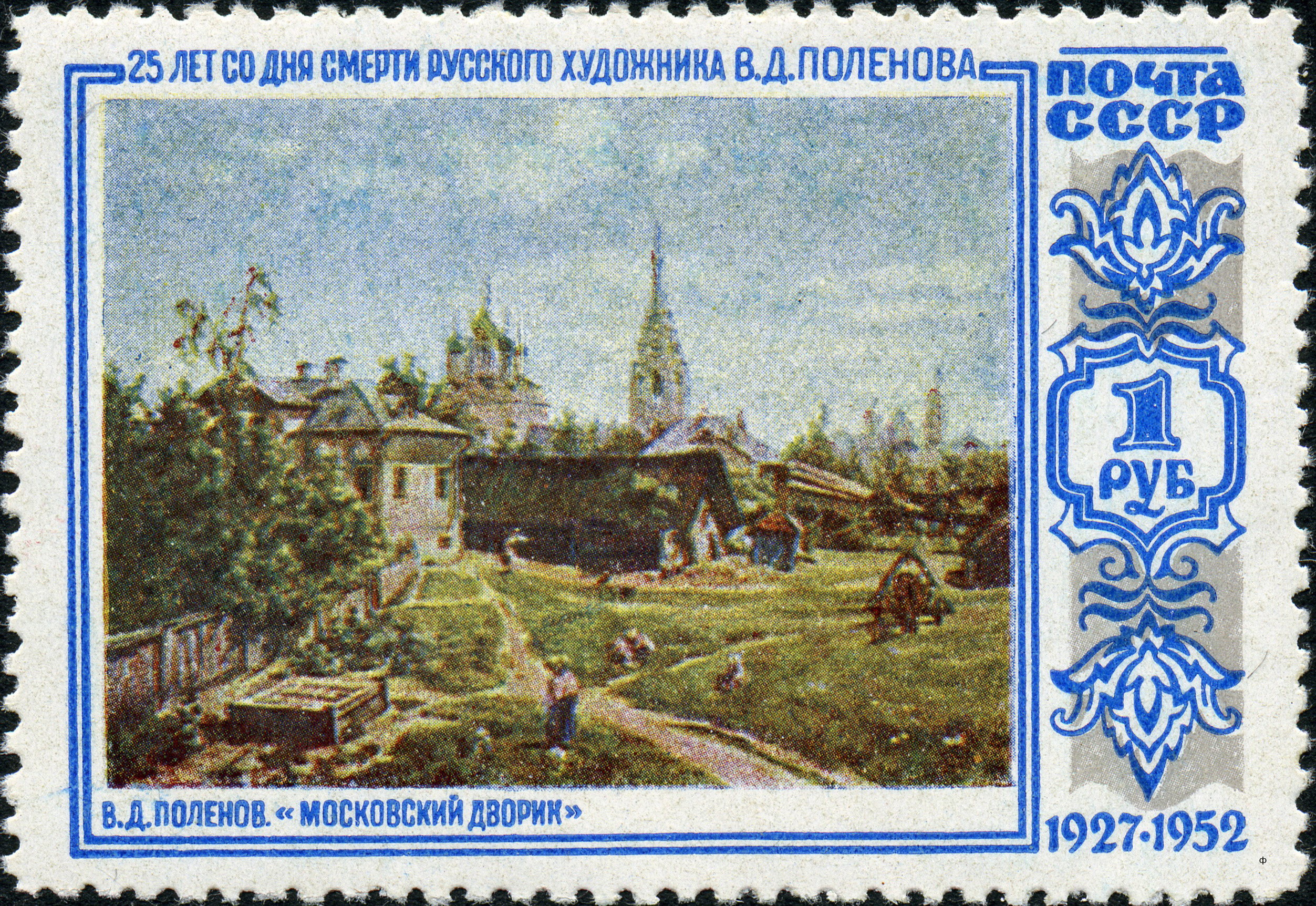
Timbre-poste d'URSS en 1952 : « Cour à Moscou»
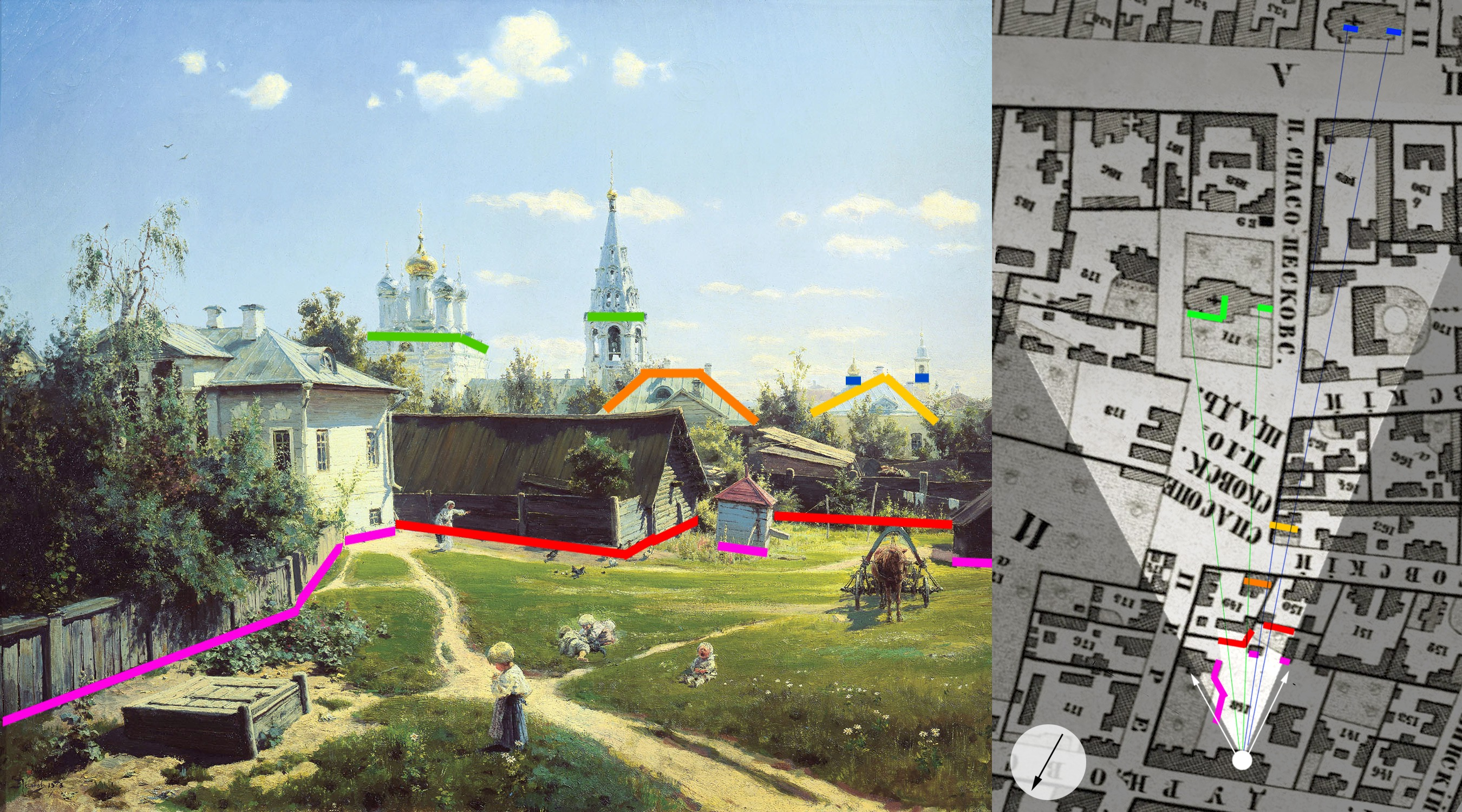
Superposition sur une carte de 1852 des angles de vue de Polenov en 1877
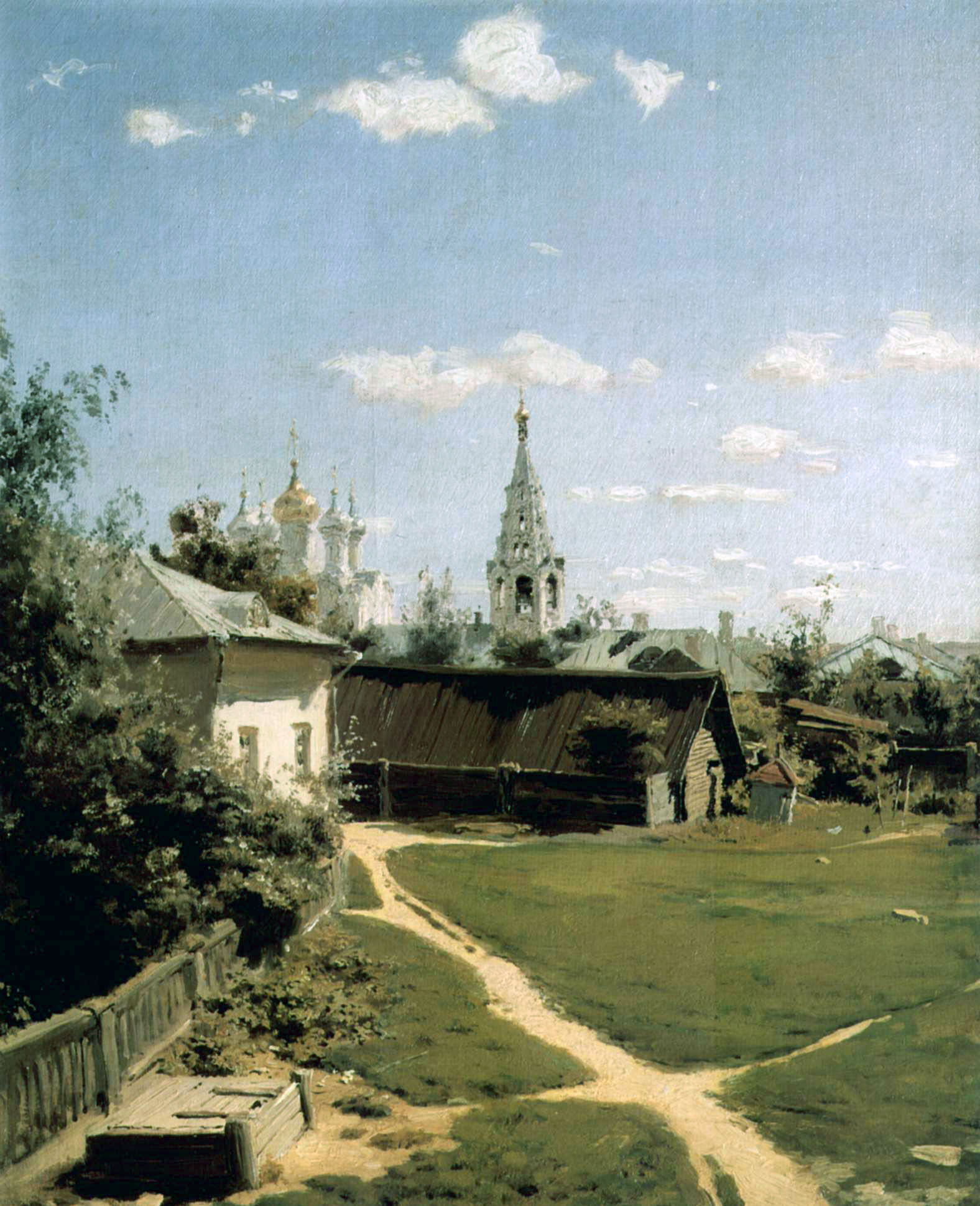
Tableau avant l'introduction des personnages